# Lijst van nummer 1-albums in de Nederlandse Album Top 100 in 1979
Onderstaande albums stonden in 1979 op nummer 1 in de Nationale Hitparade LP Top 50, de voorloper van de huidige Nederlandse Album Top 100. Wekelijks verzamelde bureau Intomart gegevens voor het samenstellen van de lijst onder auspiciën van Buma/Stemra.
| Nummer | Datum        | Artiest                        | Titel                                | Opmerking     |
| ------ | ------------ | ------------------------------ | ------------------------------------ | ------------- |
| 117    | 6 januari    | Meat Loaf                      | Bat out of hell                      |               |
|        | 13 januari   | Meat Loaf                      | Bat out of hell                      |               |
|        | 20 januari   | Meat Loaf                      | Bat out of hell                      |               |
|        | 27 januari   | Meat Loaf                      | Bat out of hell                      |               |
|        | 3 februari   | Meat Loaf                      | Bat out of hell                      |               |
|        | 10 februari  | Meat Loaf                      | Bat out of hell                      |               |
|        | 17 februari  | Meat Loaf                      | Bat out of hell                      |               |
| 118    | 24 februari  | Diverse artiesten              | De daverende dertien carnaval (1979) | Verzamelalbum |
|        | 3 maart      | Diverse artiesten              | De daverende dertien carnaval (1979) | Verzamelalbum |
|        | 10 maart     | Diverse artiesten              | De daverende dertien carnaval (1979) | Verzamelalbum |
| 119    | 17 maart     | The Pointer Sisters            | Energy                               |               |
| 120    | 24 maart     | Kayak                          | Phantom of the night                 |               |
|        | 31 maart     | Kayak                          | Phantom of the night                 |               |
| 121    | 7 april      | Supertramp                     | Breakfast in America                 |               |
|        | 14 april     | Supertramp                     | Breakfast in America                 |               |
|        | 21 april     | Supertramp                     | Breakfast in America                 |               |
|        | 28 april     | Supertramp                     | Breakfast in America                 |               |
|        | 5 mei        | Supertramp                     | Breakfast in America                 |               |
|        | 12 mei       | Supertramp                     | Breakfast in America                 |               |
| 122    | 19 mei       | ABBA                           | Voulez-vous                          |               |
|        | 26 mei       | ABBA                           | Voulez-vous                          |               |
|        | 2 juni       | ABBA                           | Voulez-vous                          |               |
|        | 9 juni       | ABBA                           | Voulez-vous                          |               |
| 123    | 16 juni      | Art Garfunkel                  | Fate for breakfast                   |               |
|        | 23 juni      | Art Garfunkel                  | Fate for breakfast                   |               |
|        | 30 juni      | Art Garfunkel                  | Fate for breakfast                   |               |
|        | 7 juli       | Art Garfunkel                  | Fate for breakfast                   |               |
|        | 14 juli      | Art Garfunkel                  | Fate for breakfast                   |               |
|        | 21 juli      | Art Garfunkel                  | Fate for breakfast                   |               |
| 124    | 28 juli      | Francis Goya & The Helleniques | Souvenir van Griekenland             |               |
|        | 4 augustus   | Francis Goya & The Helleniques | Souvenir van Griekenland             |               |
| 125    | 11 augustus  | Kiss                           | Dynasty                              |               |
| 122    | 18 augustus  | ABBA                           | Voulez-vous                          |               |
| 125    | 25 augustus  | Kiss                           | Dynasty                              |               |
| 126    | 1 september  | Julio Iglesias                 | Emociones                            |               |
|        | 8 september  | Julio Iglesias                 | Emociones                            |               |
| 127    | 15 september | Diverse artiesten              | Summer love                          | Verzamelalbum |
| 126    | 22 september | Julio Iglesias                 | Emociones                            |               |
|        | 29 september | Julio Iglesias                 | Emociones                            |               |
|        | 6 oktober    | Julio Iglesias                 | Emociones                            |               |
|        | 13 oktober   | Julio Iglesias                 | Emociones                            |               |
|        | 20 oktober   | Julio Iglesias                 | Emociones                            |               |
| 128    | 27 oktober   | The Police                     | Reggatta de blanc                    |               |
|        | 3 november   | The Police                     | Reggatta de blanc                    |               |
|        | 10 november  | The Police                     | Reggatta de blanc                    |               |
|        | 17 november  | The Police                     | Reggatta de blanc                    |               |
|        | 24 november  | The Police                     | Reggatta de blanc                    |               |
|        | 1 december   | The Police                     | Reggatta de blanc                    |               |
|        | 8 december   | The Police                     | Reggatta de blanc                    |               |
|        | 15 december  | The Police                     | Reggatta de blanc                    |               |
| 129    | 22 december  | Pink Floyd                     | The wall                             |               |
|        | 29 december  | Pink Floyd                     | The wall                             |               |